# Карла Гуджино
Карла Нілл Гуджино (англ. Carla Gugino; нар. 29 серпня 1971 року, Сарасота, Флорида, США) — американська акторка та продюсерка. Відома численними роботами, серед яких комедії, блокбастери, дитячі та сімейні фільми, драми і незалежне кіно. Номінантка премії кіноакадемії фантастики «Сатурн» 2019 року.

## Життєпис
Народилася в місті Сарасота, штат Флорида. Її батько був італійцем за походженням, а мати мала англо-ірландське коріння. Батьки розлучилися, коли їй було два роки, і вона жила на два будинки: у будинку батька в Сарасоті, разом з братом, Карлом-молодшим, і у матері в Каліфорнії. Вона описує своє дитинство, проведене на обох узбережжях США, так: «Я жила в халупі з матір'ю в Північній Каліфорнії та в прекрасному будинку з батьком. Там були тенісні корти та плавальний басейн, їздила до Європи на літо. Я відчувала, що прожила два абсолютно різні дитинства». У 15 років Ґуджино почала займатися модельним бізнесом, але змушена була його залишити через невеликий зріст.
За порадою рідних почала брати уроки акторської майстерності в Лос-Анджелесі. До закінчення курсів встигла знятися в ролі другого плану у своєму дебютному фільмі — «Загін з Беверлі-Гіллз». Після успіху цієї стрічки кар'єра Гуджино пішла вгору. Вона почала багато зніматися. У наступні чотири роки було випущено кілька фільмів і серіалів з її участю. Однак головні ролі їй не діставалися. Першу помітну роль отримала у фільмі 1993 року «Життя цього хлопця. Правдива історія». У цій стрічці її партнерами на знімальному майданчику стали такі зірки, як Роберт Де Ніро і Леонардо Ді Капріо.

## Особисте життя
У 1996 році Ґуджино почала стосунки зі своїм колегою Себастьяном Гутьєрресом. 
У 2009 році Ґуджино заявила, що вони не планують одружуватися: «Шлюб для нас не важливий. Нам подобається бути хлопцем і дівчиною; в цьому є щось сексуальне і веселе. Ми дуже хочемо, щоб нас нічого не тримало разом, крім нашого бажання бути разом».

## Фільмографія
| Рік       |    | Українська назва                               | Оригінальна назва                                             | Роль                                                             |
| --------- | -- | ---------------------------------------------- | ------------------------------------------------------------- | ---------------------------------------------------------------- |
|           | ф  | Пригоди Кліффа Бута                            | The Adventures of Cliff Booth                                 |                                                                  |
| 2025      | ф  | Глави держав                                   | Heads of State                                                | Елізабет Кірк                                                    |
| 2024      | ф  | Ліза Франкенштейн                              | Lisa Frankenstein                                             | Джанет                                                           |
| 2023      | с  | Падіння дому Ашерів (мінісеріал)               | The Fall of the House of Usher                                | Верна                                                            |
| 2021      | с  |                                                | Leopard Skin                                                  | Альба Фонтана                                                    |
| 2021      | с  | Опівнічна меса (мінісеріал)                    | Midnight Mass                                                 | Суддя                                                            |
| 2021      | ф  | Пороховий коктейль                             | Gunpowder Milkshake                                           | Матільда                                                         |
| 2020      | с  | Привиди маєтку Блай                            | The Haunting of Bly Manor                                     | Доросла Джеймі                                                   |
| 2020      | с  |                                                | Manhunt: Deadly Games                                         | Кеті Скраґґз (1 епізод, 2.20)                                    |
| 2019      | с  |                                                | Jett                                                          | Джетт / Дейзі Ковальські (головна роль)                          |
| 2018      | с  | Привиди будинку на пагорбі                     | The Haunting of Hill House                                    | Олівія Крейн (головна роль)                                      |
| 2018      | ф  | Медовий місяць                                 | Elizabeth Harvest                                             | Клер                                                             |
| 2018      | мс | Робоцип                                        | Robot Chicken                                                 | Джойс Баєрс / Мег Альтман (голоси, 1 епізод)                     |
| 2017      | ф  | Гра Джералда                                   | Gerald's Game                                                 | Джессі Берлінгейм                                                |
| 2017      | с  | Нашвілл                                        | Nashville                                                     | Вірджинія (1 епізод)                                             |
| 2017      | ф  | Космос між нами                                | The Space Between Us                                          | Кендра Віндем                                                    |
| 2016      | кф |                                                | The Black Eyed Peas: #WHERESTHELOVE (Feat. The World) (відео) | камео                                                            |
| 2016      | с  | Гастролери                                     | Roadies                                                       | Шеллі Андерсон (головна роль)                                    |
| 2015—2016 | с  | Вейворд Пайнс                                  | Wayward Pines                                                 | Кейт Г'юсон (11 епізодів)                                        |
| 2016      | ф  | Вовки                                          | Wolves                                                        | Дженні Келлер                                                    |
| 2016      | ф  | Бетмен проти Супермена: На зорі справедливості | Batman v Superman: Dawn of Justice                            | Голос Судна́                                                      |
| 2016      | мф | Супергерої                                     | Bling                                                         | Кетрін (голос)                                                   |
| 2015      | с  | На межі                                        | The Brink                                                     | Джоан Ларсон (6 епізодів)                                        |
| 2015      | ф  | Розлом Сан-Андреас                             | San Andreas                                                   | Емма Гейнс                                                       |
| 2014      | ф  | Матч                                           | Match                                                         | Лайза Дейвіс                                                     |
| 2014      | с  |                                                | HitRECord on TV                                               | Чужі (розділ «Кошик призначення»)                                |
| 2013      | тф | Сумнів                                         | Doubt                                                         | Лінда                                                            |
| 2013      | ф  | Людина зі сталі                                | Man of Steel                                                  | Келор (голос)                                                    |
| 2012      | с  | Новенька                                       | New Girl                                                      | Емма (3 серії)                                                   |
| 2012      | ф  | Готель «Нуар»                                  | Hotel Noir                                                    | Ханна Клік                                                       |
| 2012      | с  | Політикани (міні-серіал)                       | Political Animals                                             | Сьюзен Берг (головна роль)                                       |
| 2012      | с  | Правосуддя                                     | Justified                                                     | Карен Гудолл, помічниця директора Служби маршалів США (1 епізод) |
| 2011      | ф  | Схованка                                       | Hide                                                          | Ді-Ді Воррен                                                     |
| 2011      | ф  | Старий Новий рік                               | New Year's Eve                                                | доктор Моррісет (розділ «Пологове відділення»)                   |
| 2011      | ф  | Пінгвіни містера Поппера                       | Mr. Popper's Penguins                                         | Аманда                                                           |
| 2011      | с  | Секс і Каліфорнія                              | Californication                                               | Еббі Роудс (10 епізодів)                                         |
| 2011      | ф  | Заборонений прийом                             | Sucker Punch                                                  | Лікар Вера Горскі                                                |
| 2011      | ф  | Дівчина заходить у бар                         | Girl Walks Into a Bar                                         | Франсін Драйвер                                                  |
| 2011      | ф  | Я втомився від тебе                            | I Melt with You                                               | Працівник поліції Бойд                                           |
| 2010      | ф  | Нещадний                                       | Faster                                                        | Цицерон                                                          |
| 2007—2010 | с  | Антураж                                        | Entourage                                                     | Аманда Деніелз (12 епізодів)                                     |
| 2010      | ф  | Щодня                                          | Every Day                                                     | Робін                                                            |
| 2010      | кф | Натяк                                          | Tell-Tale                                                     | Фатальна жінка                                                   |
| 2010      | ф  | Електра Luxx                                   | Elektra Luxx                                                  | Електра Luxx / Селія                                             |
| 2009      | ф  |                                                | The Mighty Macs                                               | Кеті Раш                                                         |
| 2009      | кф | Апокриф                                        | Apocrypha                                                     | жінка                                                            |
| 2009      | кф |                                                | Under the Hood (відео)                                        | Саллі Юпітер / Шовковий Привид                                   |
| 2009      | ф  | Жінки в біді                                   | Women in Trouble                                              | Електра Luxx                                                     |
| 2009      | ф  | Відьмина гора                                  | Race to Witch Mountain                                        | Д-р Алекс Франдман                                               |
| 2009      | ф  | Хранителі                                      | Watchmen                                                      | Саллі Юпітер / Шовковий Привид                                   |
| 2009      | кф | Іскри                                          | Sparks                                                        | Робін                                                            |
| 2009      | ф  | Ненароджений                                   | The Unborn                                                    | Джанет Белдон                                                    |
| 2008      | ф  | Право на вбивство                              | Righteous Kill                                                | Карен Кореллі                                                    |
| 2007      | ф  | Гангстер                                       | American Gangster                                             | Лорі Робертс                                                     |
| 2007      | ф  | Вампірка                                       | Rise: Blood Hunter                                            | Єва                                                              |
| 2007      | ф  | На сторожі                                     | The Lookout                                                   | Джанет                                                           |
| 2006      | с  |                                                | Reel Comedy                                                   | Ребекка (1 випуск)                                               |
| 2006      | ф  | Ніч у музеї                                    | Night at the Museum                                           | Ребекка Гутмен                                                   |
| 2006      | ф  | Велика ставка                                  | Even Money                                                    | Вероніка                                                         |
| 2005—2006 | с  | Поріг                                          | Threshold                                                     | Д-р Моллі Енн Кеффрі (13 епізодів)                               |
| 2005      | ф  | Життєвий тренер                                | The Life Coach                                                | Карла                                                            |
| 2005      | ф  | Місто гріхів                                   | Sin City                                                      | Люсіль                                                           |
| 2003—2004 | с  | Карен Сіско                                    | Karen Sisco                                                   | Карен Сіско (головна роль)                                       |
| 2003      | ф  | Діти шпигунів-3D: Кінець гри                   | Spy Kids 3-D: GameOver                                        | Інгрід Кортес                                                    |
| 2003      | ф  | Співочий детектив                              | The Singing Detective                                         | Бетті Дарк                                                       |
| 2002      | ф  | Діти шпигунів 2: Острів нездійсненних мрій     | Spy Kids 2: Island of Lost Dreams                             | Інгрід Кортес                                                    |
| 2001      | ф  | Протистояння                                   | The One                                                       | Т.К. Лоу / Мессі Волш                                            |
| 2001      | тф |                                                | Mermaid Chronicles Part 1: She Creature                       | Лілі                                                             |
| 2001      | ф  | Шоу Джиммі                                     | The Jimmy Show                                                | Енні                                                             |
| 2001      | ф  | Центр світу                                    | The Center of the World                                       | Джеррі                                                           |
| 2001      | ф  | Діти шпигунів                                  | Spy kids                                                      | Інгрід Кортес                                                    |
| 1999—2000 | с  | Чиказька надія                                 | Chicago Hope                                                  | Д-р Джина Саймон (23 епізоди)                                    |
| 1999      | тф | Сезон чудес                                    | A Season for Miracles                                         | Емілі Томпсон                                                    |
| 1999      | тф |                                                | Bonne Nuit                                                    | Керол Рівз                                                       |
| 1999      | с  | Готель «Олександрія» (міні-серіал)             | Hotel Alexandria                                              | 6 серій                                                          |
| 1996—1998 | с  | Спін Сіті                                      | Spin City                                                     | Ешлі Шеффер (13 серій)                                           |
| 1998      | ф  | Поцілунок Юди                                  | Judas Kiss                                                    | Коко Чавес                                                       |
| 1998      | ф  | Очі змії                                       | Snake Eyes                                                    | Джулія Костелло                                                  |
| 1998      | ф  | За межами добра і зла                          | Jaded                                                         | Меган Гарріс                                                     |
| 1997      | ф  | Любити життя                                   | Lovelife                                                      | Емі                                                              |
| 1996      | ф  | Майкл                                          | Michael                                                       | наречена                                                         |
| 1996      | ф  | Весільний блюз                                 | Wedding Bell Blues                                            | Вайолет                                                          |
| 1996      | ф  | Війна у домі                                   | The War at Home                                               | Мелісса                                                          |
| 1996      | ф  | Дорога додому 2: Загублені в Сан-Франциско     | Homeward Bound II: Lost in San Francisco                      | Делайла (голос)                                                  |
| 1995      | с  | Буканьєри (міні-серіал)                        | The Buccaneers                                                | Нен Сент-Джордж (5 серій)                                        |
| 1995      | ф  | Рапсодія Маямі                                 | Miami Rhapsody                                                | Леслі                                                            |
| 1994      | кф |                                                | Bon Jovi: Always (відео)                                      |                                                                  |
| 1994      | тф | Банда байкерів                                 | Motorcycle Gang                                               | Ліенн Морріс                                                     |
| 1993      | ф  | Зять                                           | Son in Law                                                    | Ребекка Ворнер                                                   |
| 1993      | ф  | Червоний жар                                   | Red Hot                                                       | Валентина                                                        |
| 1993      | ф  | Життя цього хлопця. Правдива історія           | This Boy's Life                                               | Норма                                                            |
| 1992      | тф | Приватна справа                                | A Private Matter                                              | Мері Бет                                                         |
| 1992      | с  | Правила Девіса                                 | Davis Rules                                                   | Кеті (2 серії)                                                   |
| 1992      | с  | Квантовий стрибок                              | Quantum Leap                                                  | Мішель Темпл-Куттер (1 епізод)                                   |
| 1992      | тф | Убивство без причини: Історія Едмунда Перрі    | Murder Without Motive: The Edmund Perry Story                 | Еллісон Коннорс                                                  |
| 1991      | с  | Чудові роки                                    | The Wonder Years                                              | Сенді (1 епізод)                                                 |
| 1991      | с  | Доктор Дугі Гаусер                             | Doogie Howser, M.D.                                           | Сара Ньюмен (1 епізод)                                           |
| 1990      | с  | Ферріс Б'юллер                                 | Ferris Bueller                                                | Енн Пейсон (1 епізод)                                            |
| 1990      | ф  | Ласкаво просимо додому, Роксі Кармайкл         | Welcome Home, Roxy Carmichael                                 | молода Роксі                                                     |
| 1990      | с  | Американський мрійник                          | American Dreamer                                              | молода Джессіка (1 епізод)                                       |
| 1989—1990 | с  | Фелкон Крест                                   | Falcon Crest                                                  | Сідні Сент-Джеймс (11 епізод)                                    |
| 1989      | ф  | Загін Беверлі-Гіллз                            | Troop Beverly Hills                                           | Чіка Барнфелл                                                    |
| 1989      | с  | Альф                                           | A.L.F.                                                        | Лора (1 епізод)                                                  |
| 1988      | с  | Доброго ранку, міс Блісс                       | Good Morning, Miss Bliss                                      | Карен (1 епізод)                                                 |
| 1988      | с  | Хто тут Бос?                                   | Who's the Boss?                                               | Джейн (1 епізод)                                                 |